# Alma Sapag
Alma Liliana «Chani» Sapag (Zapala, 2 de octubre de 1952) es una docente y política argentina, perteneciente al Movimiento Popular Neuquino. Fue diputada nacional por la provincia del Neuquén, por el período 2017-2021.

## Biografía

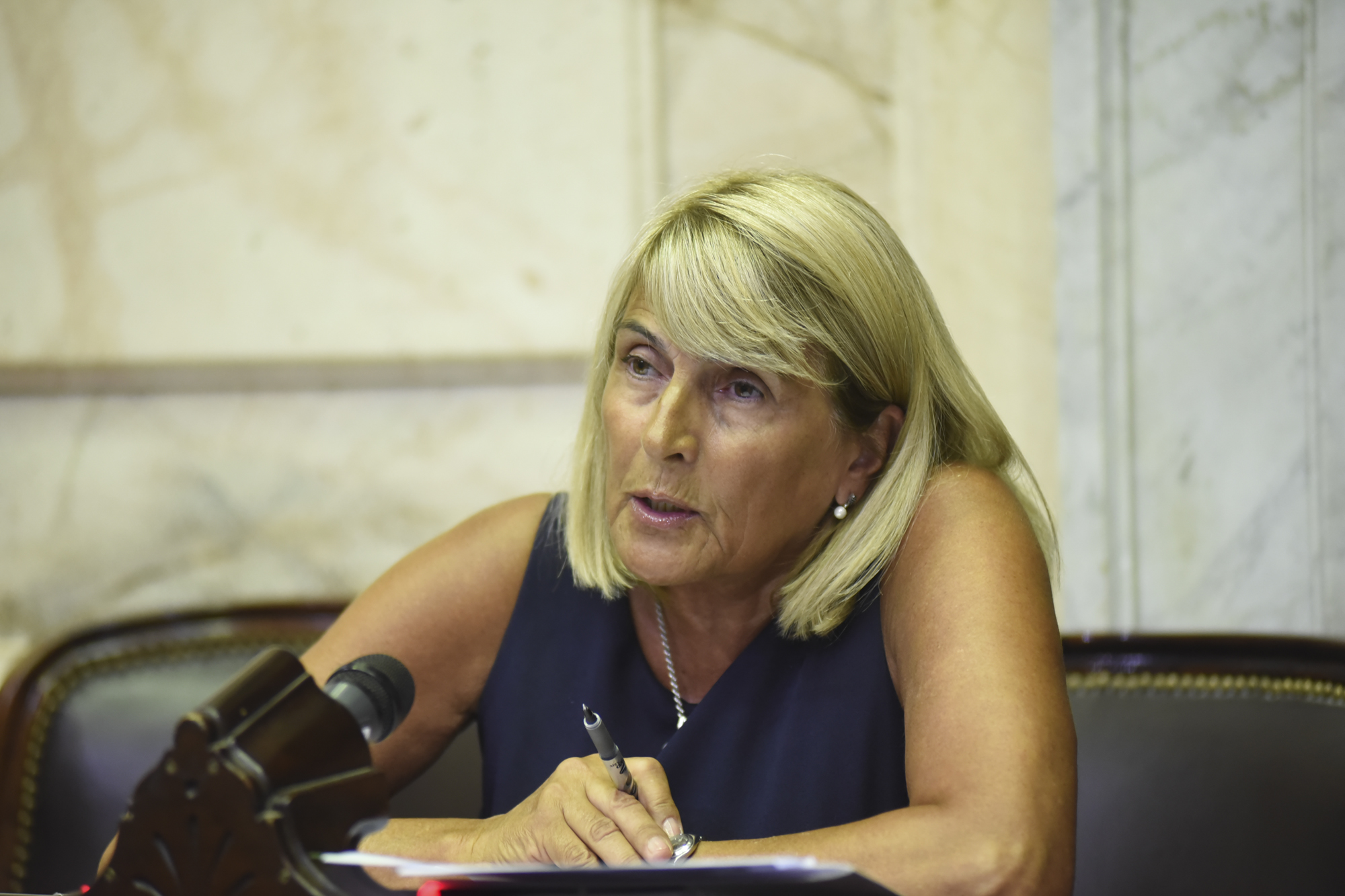
Alma Sapag en una intervención en la cámara baja durante 2020.

Nació en Zapala en 1952, hija de Elías Sapag y Alma Teresa Cavallo. Su hermano Jorge Sapag fue gobernador de Neuquén en dos oportunidades. Es tía de la senadora nacional Lucila Crexell. 

## Trayectoria Política
En 2011 asumió como concejal del MPN en Caviahue, su lugar de residencia. Al finalizar su gestión, en el año 2013, pasó a desempeñarse como Subsecretaria de Coordinación Interior, en el gobierno de su hermano Jorge Sapag. En diciembre del 2015 asumió como Diputada Provincial y Vicepresidenta Primera de la Legislatura de la Provincia del Neuquén.